# صموئيل إس. سومنر
صموئيل إس. سومنر (بالإنجليزية: Samuel S. Sumner)‏ هو عسكري أمريكي، ولد في 6 فبراير 1842 في Carlisle Barracks ‏ في الولايات المتحدة، وتوفي في 26 يوليو 1937 في بروكلين في الولايات المتحدة.